# Витебский государственный технологический колледж
Филиал «Белорусский государственный технологический университет» «Ви́тебский госуда́рственный технологи́ческий ко́лледж» (бел. Ві́цебскi дзяржа́ўны тэхналагі́чны кале́дж) — среднее специальное учебное заведение в Витебске.

## История
11 ноября 1983 — приказом Госкомитета БССР по профессионально-техническому образованию и Министерства промстройматериалов БССР № 129/117-К было создано «Витебское среднее городское профессионально-техническое училище № 163».
4 июля 1984 — приказом Госкомитета по профессионально-техническому образованию № 81 «Витебское среднее ГПТУ № 163 строителей»
реорганизовано в «Витебское среднее профессионально-техническое училище № 147 строителей».
23 февраля 1993 года — приказом Министерства образования Республики Беларусь № 63 «Витебское профессионально-техническое
училище № 147 строителей» было переименовано в «Витебское профессионально-техническое училище № 147 народных художественных
ремесел».
12 июля 1994 года — решением исполнительного комитета Витебского областного Совета народных депутатов № 166 «Витебское
профессионально-техническое училище № 147 народных художественных ремесел» преобразовано в «Витебское высшее профессиональное
училище народных художественных ремесел». Начата подготовка специалистов со средним специальным образованием на основе профессионально-технического образования.
В 1996 году начались учебные занятия в новом 4-х этажном учебно-лабораторном корпусе.
1997 год — введена в строй учебно-производственная мастерская.
1998 год — построено здание для учебных мастерских деревообрабатывающего производства.
22 августа 2000 года — приказом Министерства образования № 371 статус учреждения образования «Витебское высшее профессионально-техническое училище народных художественных ремесел» был изменен на «Витебский государственный профессионально-технический колледж».
2001 год — 30 ноября состоялось открытие бассейна.
27 декабря 2005 год — приказом Министерства образования № 371 статус учреждения образования «Витебский государственный
профессионально-технический колледж» был изменен на «Витебский государственный технологический колледж».
С 2006 года колледж неоднократно был занесен на доску Почета Витебской области, г.Витебска и Октябрьского района г.Витебска.
По итогам государственной аккредитации УО «Витебский государственный технологический колледж» аккредитована специальность 2-40 01 01 «Программное обеспечение информационных технологий».
23 марта 2007 год Геральдический совет при Президенте Республики Беларусь принял решение учредить эмблему и флаг учреждения образования «Витебский государственный технологический колледж».
2007 год – по итогам государственной аккредитации аккредитовано УО «Витебский государственный технологический колледж» на соответствие типу колледж. А также аккредитованы специальности подготовки кадров со средним специальным образованием и подтвердили государственную аккредитацию учебные специальности.
2008 год - начался набор учащихся по специальности «Техническая эксплуатация автомобилей».
Директором колледжа назначен Сорокин Игорь Леонидович
2009 год - создано отделение «Техническая эксплуатация автомобилей».
Oткрыт новый корпус учебных мастерских по ул.Великолукской, введен в эксплуатацию цех по производству мебели.
2010 год - директором колледжа назначена Гарбуз Тамара Прокофьевна
По итогам государственной аккредитации УО «Витебский государственный технологический колледж» аккредитована специальность 2-37 01 06 «Техническая эксплуатация автомобилей».
2011 год - открыт музей декоративно-прикладного искусства учреждения образования «Витебский государственный технологический колледж».
2012 год - по итогам государственной аккредитации аккредитовано УО «Витебский государственный технологический колледж» на соответствие заявленному виду колледж и по специальностям среднего специального образования.
1 сентября 2013 года - на основании Выписки из приказа БГТУ №578 УО «Витебский государственный технологический колледж» включен в структуру УО "Белорусский государственный технологический университет".
1 января 2014 года - УО «Витебский государственный технологический колледж» стало филиалом УО "Белорусский государственный технологический университет" "Витебский государственный технологический колледж".
2015 год - директором колледжа назначен Ивашкевич Мирослав Иванович
2019 год - директором колледжа назначена Юпатова Валентина Владимировна

## Отделения

### Декоративно-прикладное искусство
История отделения начинается с 1986 года, когда впервые учебное заведение осуществило набор учащихся по специальности «Резчик по дереву», «Лепщик архитектурных деталей». в 1987 году — «Гончар-формовщик».
На отделении ведется подготовка специалистов со средним специальным образованием по специальностям «Декоративно-прикладное искусство», со специализацией «Художественная керамика», «Художественная обработка дерева», «Художественные изделия из текстиля», а также квалифицированных рабочих по профессиям: «Изготовитель художественных изделий из керамики», «Резчик по дереву и бересте», «Ткач (ручное ткачество)», «Изготовитель художественных изделий из лозы», «Ювелир», «Изготовитель художественных изделий из соломки», «Инкрустатор».

### Информационные системы и технологии
Отделение «Информационные системы и технологии» основано в сентябре 2004 года. В настоящее время для получения среднего специального и профессионально-технического образования на отделении ведется подготовка специалистов по специальностям:
«Программное обеспечение информационных технологий» со специализацией «Программное обеспечение обработки экономической и деловой информации (квалификация техник-программист)», «Бухгалтерский учет, анализ и контроль (квалификация бухгалтер)», «Эксплуатация электронно-вычислительных машин. Документоведение, информационное и организационное обслуживание (квалификация оператор ЭВМ, секретарь-машинистка)».
С целью повышения уровня знаний и умений выпускников специальности «Программное обеспечение информационных технологий» и учитывая требования предъявляемые работадателями по выбору учреждения образования введены дисциплины «Объектно-ориентированное программирование» и «Создание SQL-запросов» и обязательные факультативы «Компьютерная графика», «Программирование на JAVA».
Полученные знания и умения в стенах колледжа являются крепкой основой для дальнейшего трудоустройства и карьерного роста в престижных организациях Республики Беларусь.
Продолжить обучение в сокращенные сроки выпускники могут в следующих высших учебных заведениях:
- УО «Полоцкий государственный университет»;
- УО «Витебский государственный технологический университет»
- УО «Витебский государственный университет им. П.М. Машерова»
- УО «Белорусский государственный торгово-экономический университет потребительской кооперации» (Гомель)
- УО «Гродненский государственный университет им. Янки Купалы»
- Государственное учреждение высшего профессионального образования «Белорусско-Российский университет» (Могилев)
- УО «Высший государственный колледж связи» (Минск)

### Документоведение и правоведение
Свою историю отделение ведет с сентября 1991 года. В настоящее время на отделении обучается более 500 учащихся по специальностям:
«Документоведение и документационное обеспечение управления» с получением квалификации «Секретарь-референт»; «Правоведение» со специализацией «Хозяйственно-правовая и кадровая работа» с получением квалификации «Юрист»; по учебной специальности: «Документоведение, информационное и организационное обслуживание» с получением квалификации «Секретарь».

### Лесное хозяйство
Первый набор учащихся по специальности «Лесное хозяйство» состоялся в 2003 году. С 2008 года осуществляется набор учащихся по профессиям лесовод, егерь, водитель автомобиля категории «В», «С». Открыта заочная форма обучения для получения среднего специального образования с квалификацией «Техник лесного хозяйства».

### Технология деревообрабатывающих производств
История отделения начинается с подготовки квалифицированных рабочих по профессиям столяр, резчик по дереву, станочник деревообрабатывающих станков в 1990 году. В настоящее время на отделении осуществляется подготовка специалистов по специальности «Технология деревообрабатывающих производств» на основе профессионально-технического образования и высококвалифицированных рабочих по учебной специальности «Эксплуатация оборудования и технология деревообрабатывающих производств» на основе общего базового и общего среднего образования.

### Техническая эксплуатация автомобилей
В настоящее время на отделении осуществляется подготовка специалистов по специальности Техническая эксплуатация автомобилей с квалификацией «Техник-механик».

### Заочное отделение
В 2006 году в УО «Витебский государственный технологический колледж» была открыта заочная форма обучения по специальности «Технология деревообрабатывающих производств» на отделении «Технология деревообрабатывающих производств». С 2008 года ведется обучение по специальности «Лесное хозяйство» на отделении «Лесное хозяйство».
В УО «Витебский государственный технологический колледж» ведется обучение по специальности «Технология деревообрабатывающих производств» специализация «Технология деревообработки», квалификация специалиста: «Техник-технолог» на основе профессионального технического образования с общим средним образованием и одной из профессий «Станочник деревообрабатывающих станков»; «Рамщик».
Срок обучения: 3 года 6 месяцев.
Специальность «Лесное хозяйство» с квалификацией «Техник лесного хозяйства» на основе общего среднего образования.
Срок обучения: 2 года 10 месяцев.

## Корпуса и структурные подразделения ВитГТК

### Спортивная база
Спортивная база колледжа включает два спортивных зала площадью 454 м², тренажерный зал, лыжную базу.

### Столовая и буфеты
В учебных корпусах колледжа расположены две столовые на 300 посадочных мест, три буфета на 100 мест. Ежедневно услугами столовых и буфетов пользуются около 1500 учащихся.

### Библиотека
Библиотека колледжа занимает площадь: абонемент — 66,7 м², читальный зал — 11,54 м². Книжный фонд библиотеки на 08.09.2010 года составляет 38 000 экземпляров книг. Из них фонд учебной литературы — 28 340 экземпляров. С 2003 по 2010 гг. библиотечный фонд пополнился на 10 650 экземпляров изданий. Комплектование библиотечного фонда осуществляется через библиотечный коллектор, филиал УП «Белкнига», белорусские издательства, книжные магазины города и республики. Текущее плановое комплектование и доукомплектование фонда необходимой литературой по спецдисциплинам осуществляется за счет бюджета и внебюджетных средств. За последние 3 года книжный фонд читального зала обновился на 70 %. Читальный зал располагает периодическими изданиями. На 2010 год — 69 наименований газет и журналов и 81 экземпляр. Каждый учащийся имеет возможность взять на домашнем абонементе необходимую новую литературу на определенный срок. В библиотеке есть компьютер, которой оснащен компьютерной программой «Библиограф». Также в библиотеке установлен ксерокс, который позволяет делать распечатки не выходя из помещения библиотеки.

### Медицинское обслуживание
Медицинское обслуживание учащихся осуществляется через здравпункт, расположенный в общежитии колледжа. Специализированная помощь учащимся оказывается в поликлиниках города. С целью медицинского обслуживания учащихся в общежитии расположен медицинский пункт, оборудованный в соответствии с требованиями. Специалисты проводят регулярное наблюдение учащихся, профилактические осмотры. Разработана программа «Здоровье», в рамках которой проводятся лекции, встречи со специалистами, выпуск газет и бюллетеней. Организована работа волонтерских групп с целью распространения знаний о здоровом образе жизни.

### Общежитие
Колледж имеет типовое общежитие на 523 места общей площадью 6 513 м², жилой площадью 4 463 м², в котором созданы условия для
проживания, отдыха и подготовки к занятиям. В общежитие проживает 523 учащихся. На каждом этаже 2-е кухни. Все эти помещения укомплектованы необходимым имуществом и инвентарем. В общежитии существует пропускной режим. Посторонние лица проходят в общежитие только при наличии документа, удостоверяющего личность, который регистрируется в специальном журнале. Нахождение в общежитии посторонних лиц разрешено строго с 6.00 до 23.00. С целью медицинского обслуживания учащихся в общежитии расположен медицинский пункт, оборудованный в соответствии с требованиями.
Специалисты проводят регулярное наблюдение учащихся, профилактические осмотры. разработана программа «Здоровье», в рамках которой проводятся лекции, встречи со специалистами, выпуск газет и бюллетеней. Организована работа волонтерских групп с целью распространения знаний о здоровом образе жизни.
Воспитательная и идеологическая работа в общежитии проводится по плану на текущий год. Вопросы жизнедеятельности, организации свободного времени учащихся, развития и укрепления материальной базы решает Совет общежития, работая под руководством зам. директора по УВР — в тесном контакте с зав. общежитием, комендантом, воспитателями, начальником отдела по воспитательной работе с молодёжью и председателем профсоюзного комитета. Заседание Совета общежития проводится один раз в месяц по заранее составленному плану, а также по необходимости.
Совет общежития состоит из следующих секторов: жилищно-бытовой, организационной, культурно-массовый и спортивный, редакционной, сектор охраны общественного порядка, учебный. Культурно-массовая работа в общежитии осуществляется посредством бесед, дискуссий, конкурсов, круглых столов. Из числа учащихся старших курсов создана молодёжная добровольная дружина, которая совместно с правоохранительными органами решает вопросы правопорядка. Работа по улучшению социально-бытовых условий проживающих в общежитии и укреплению материально-технической базы ведется согласно утверждённому плану на текущий год.
Воспитатель и дежурный по общежитию контролируют работу старост этажей по поддержанию порядка и предупреждению нарушений дисциплины. Организована работа комиссии дисциплины и порядка: налажено дежурство на вахте, этажах, в комнатах общественного пользования. Проводится конкурс на «Лучшую комнату».
Силами учащихся выполняется ремонт комнат в летний период. Учебная комиссия совместно с воспитателем осуществляет контроль над
самоподготовкой учащихся. Организована подписка на периодическую печать (подшивки газет находятся в комнате воспитателей). Оформлены «Идеологический уголок», «Информационный уголок», «Права и обязанности проживающего в общежитии», «СПИД», «Экран санитарного состояния комнат».

## Международное сотрудничество
Среди иностранных учреждений образования можно отметить Общество по содействию профессионального обучения (Союза строительной
промышленности земель Берлин и Бранденбург), уже давно длится сотрудничество с Профессиональной школой города Нинбурга (2004 году было отмечено 10 лет с начала сотрудничества).

## Адрес
Главный корпус г. Витебск, 210017, ул. Гагарина, 41
Учебно-производственный корпус г. Витебск, ул. 1-я Великолукская, 22